# 萊克維尤 (伊利諾伊州)
萊克維尤（英語：Lakeview）是位於美國伊利諾伊州薩林縣的一個非建制地區。該地的面積和人口皆未知。

## 地理
萊克維尤的座標為37°40′21″N 88°36′59″W / 37.67250°N 88.61639°W，而該地的平均海拔高度為135米（即443英尺）。